# 大仙陵古墳
大仙陵古墳（日语： Daisenryō Kofun），又稱大山古墳（日语： DaisenKofun），是一座位於大阪府堺市堺區大仙町的古墳，形狀為前方後圓墳，百舌鳥古墳群之一。是日本全國規模最大的古墳。與胡夫金字塔及秦始皇陵並稱「世界三大墳墓」。
尽管實際埋葬的墓主不明，但宮内廳依據史料推測其為第16代仁德天皇的陵墓百舌鳥耳原中陵，因此也被稱為「仁德天皇陵」、「仁德陵古墳」。。
大仙陵古墳的面積是世上已知的古墳墓中最大的，其最大長度達486米，是胡夫金字塔長度的两倍。
2019年7月6日，聯合國教科文組織的世界遺產委員會在亞塞拜然首都巴庫召開會議，會中通過將包含大仙陵古墳在內的百舌鳥、古市古墳群正式登錄為世界文化遺產。

## 古坟概况

### 建造时代、埋藏者
从采集到的圆筒埴轮和须惠器的特征来看，古坟大约建造于五世纪前半到中叶期间。然而前方部的棺椁的随葬品年代大约在五世纪后期，可能是前方部分的陪葬棺椁的年代。
根据《记纪》和《延喜式》记载，百舌鸟一带建有第十六代仁德、十七代履中和十八代反正三位天皇的陵墓，宫内厅将大仙陵古墳、上石津御陵古坟和田出井山古墳依次比附为这三位天皇的陵寝。然而从考古学的观点推断，上石津御陵古坟建造早于大仙陵古墳，因此也有人认为，最古老的履中天皇陵才是仁德天皇陵，但这又与《延喜式》记载相左。

### 規模

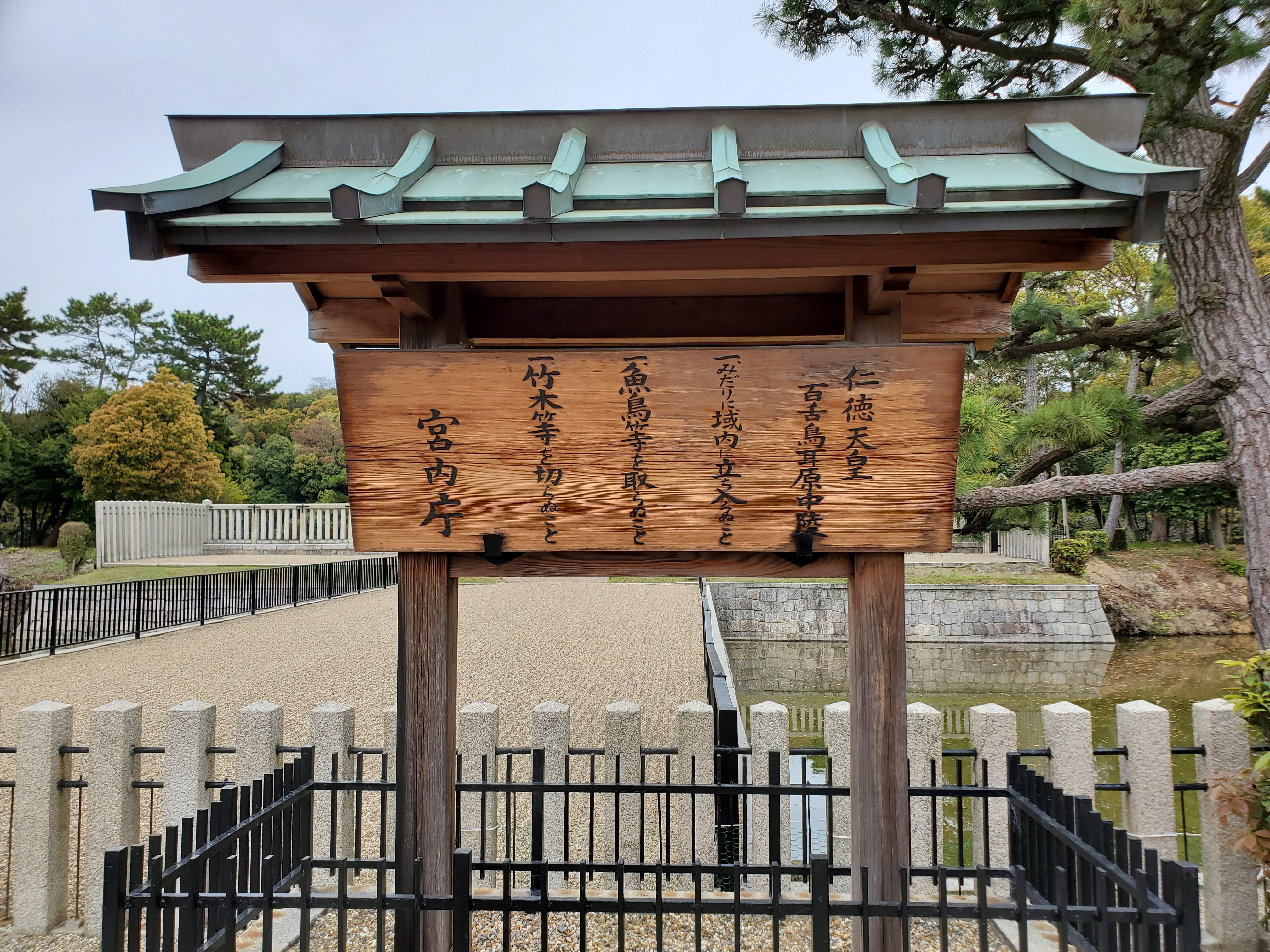
大仙陵古墳宮內廳指示牌

來自堺市官方的數據顯示，大仙陵古墳的規模如下。這些數據還包括2018年4月12日由宮內廳進行的三維測量調查後的修正值。
古墳的最大長度為840米，最大寬度為654米，根據堺市官方數據，墳丘的長度486米，後宮內廳修正為525.1米（也有說是 522米）。根據堺市官方數據，墳丘基底的面積為103410平方米，後宮內廳修正為121380平方米。
古墳後圓部分為三層結構，根據堺市官方數據，直徑從249米，後宮內廳修正為286.33米。根據堺市官方數據，其高度為35.8 米，後宮內廳修正為39.8米。
古墳前方部分也為三層結構，根據堺市官方數據，其寬度為307米，後宮內廳修正為347米。根據堺市官方數據，其長度為237米，後宮內廳修正為257米。根據堺市官方數據，其高度為33.9米，後宮內廳修正為37.9米。
該墳丘的長度不僅超過大阪府羽曳野市的譽田御廟山古墳（應神天皇陵）的425米，而且成為日本最大的古墳。其體積經過計算達到164萬立方米，僅水面上的部分就已經超越了譽田御廟山古墳的143萬立方米。從水下4米處測量，全長增加超過40米，達到525.1米，水下部分的體積更是高達210萬立方米，超過譽田御廟山古墳。而譽田御廟山古墳的體積保持在143萬立方米，從空濠測量的部分沒有變化。大仙陵古墳的底面積和表面積達到121380平方米，遠遠超越譽田御廟山古墳。此外，該古墳的第一周濠下的淤泥堆積量是水量的兩倍以上，墳丘的邊緣可能深入淤泥超過600米，這意味著其體積可能超過300萬立方米，甚至有可能超越秦始皇帝陵的規模。

### 墳形與周濠

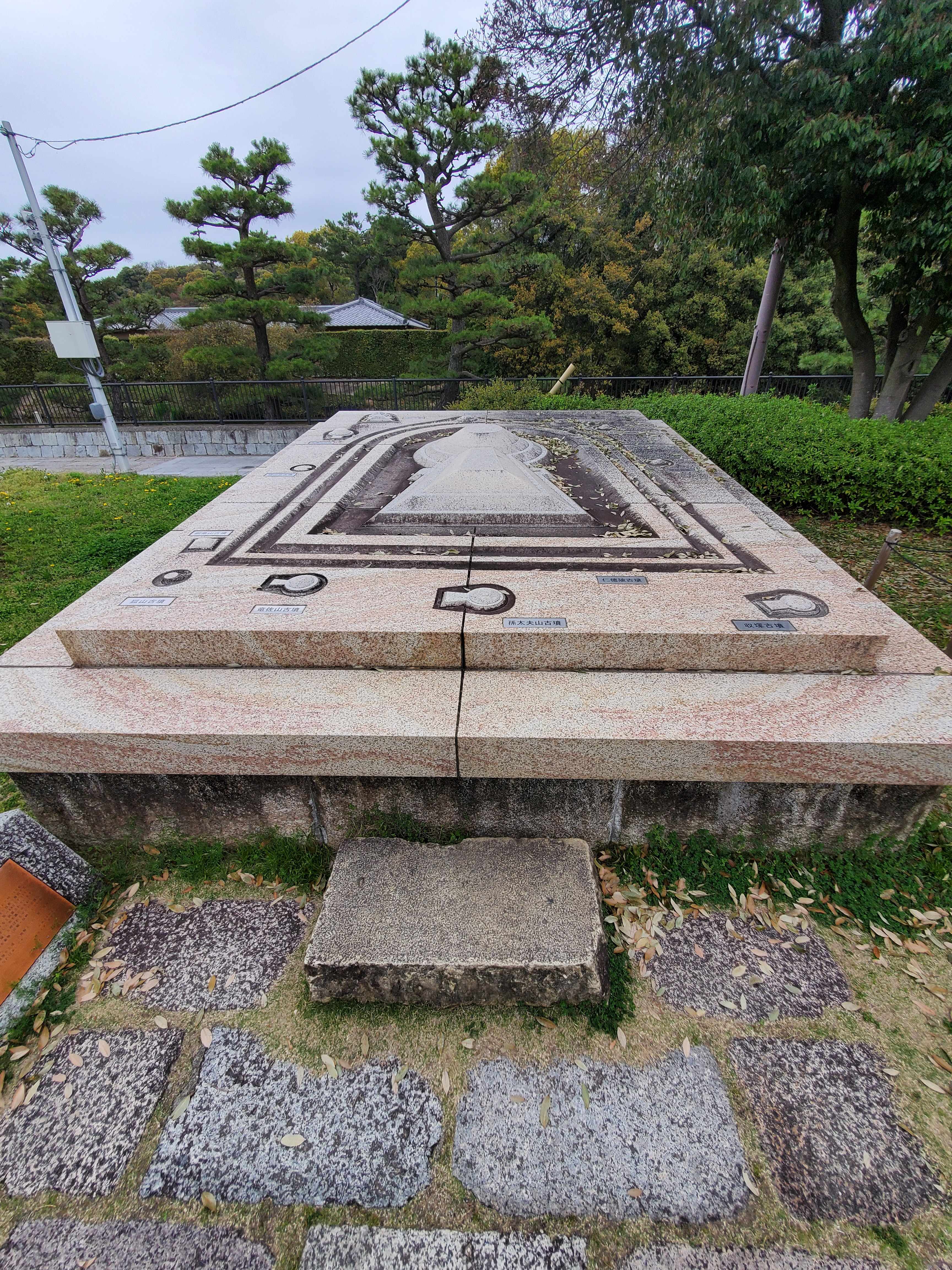
大仙陵古墳與其他陪塚模型

這座前方後圓墳的前方部朝向南方，並在前方部和後圓部的連接處設有左右兩側的造出。墳丘共有三層，但其表面佈滿了許多谷地，即使在宮內廳所蔵的實測圖上，墳丘的等高線也呈現出明顯的不規則。這些谷地的形成原因可能不僅僅是自然崩壞，另一說法是可能是因為這座墳丘未完工。
目前這座墳丘被三層周濠環繞，但在江戶時代元祿年間，由於當時堺奉行所的決定，最外圍的周濠除了少數區域保留外，大部分被改造為農田，使得周濠的外觀近似於只有兩層。在江戶時代的《舳松領繪圖 上》繪圖中，可以看到第三層周濠的南西角部分仍然保留著原貌，而且在農田的劃分中也能發現周濠的遺跡，這表明周濠原先是有三層的。現在看到的第三層周濠是在1896年（明治29年）對被埋沒的部分進行重新挖掘和復原。
有兩道土提分隔這座古墳的周濠，其被命名為第一和第二土堤。在2021年的發掘中，在第一土堤約兩米寬的頂端兩旁，發現了一系列直徑約30至35公分的圓筒埴輪排列成行，考古人員推測這些埴輪曾經環繞整個第一土堤。同時，還發現了看似模仿貴族所戴帽子形狀的木製品的立痕。這些建築結構推測建於5世紀的早期到中期。

### 外觀設施

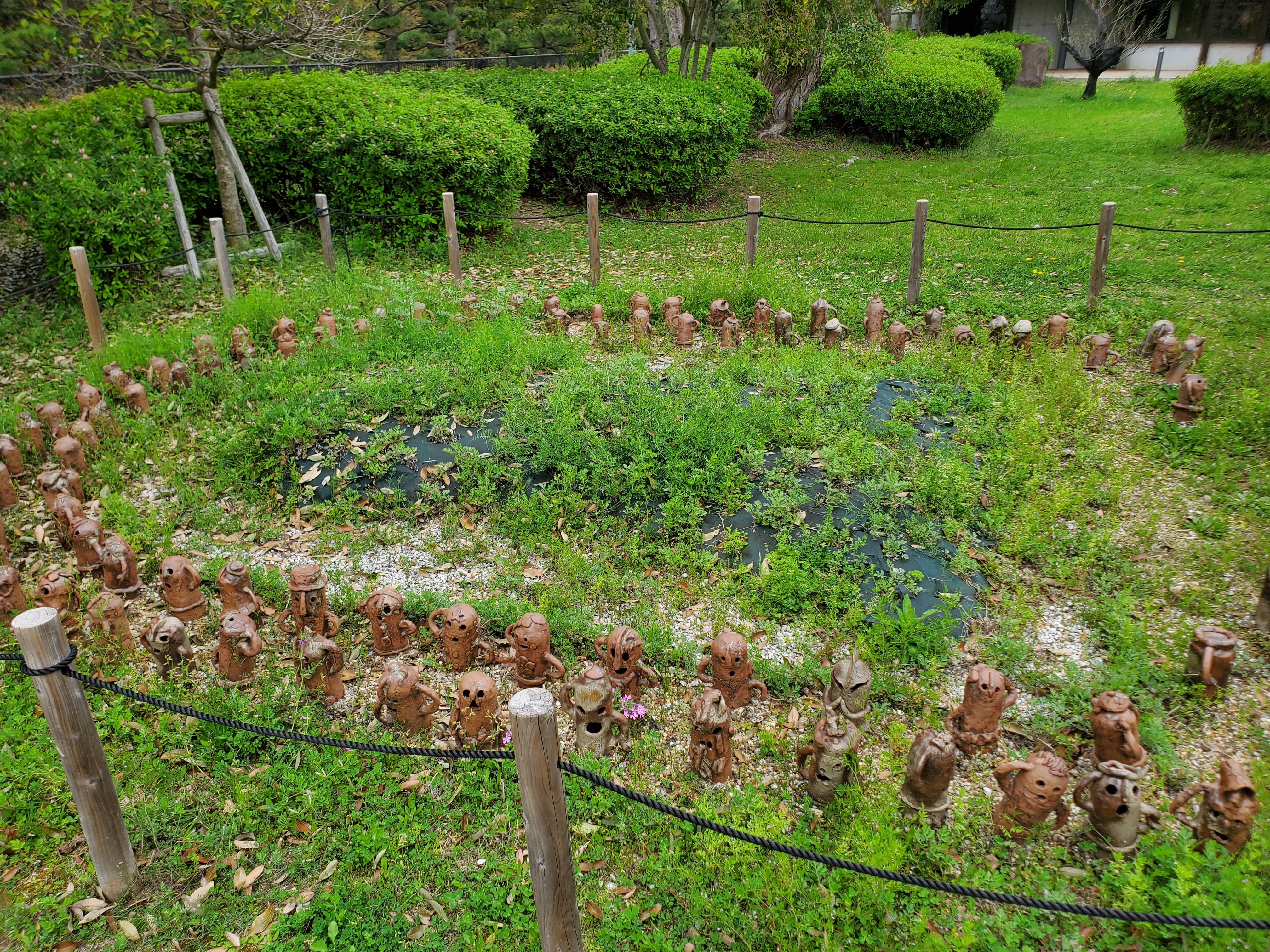
埴輪模型

根據最近的發掘調查，前方後圓墳在建造時，其墳丘的斜面被葺石覆蓋，而墳頂部則排列著圓筒埴輪。許多古墳，如五色塚古墳，都是按照這種外觀恢復。對於大仙陵古墳的外觀設施，由於從明治維新以來研究者無法進入其內部，因此缺乏確切的資料。不過，有報告指出，在挖掘三重周濠時，出土了女性人物頭部和馬頭的雕像（以上均為宮內廳所藏），以及從東側的造出處發現許多大甕的碎片。另外，江戶時代允許當地居民進入該地區，因此南家莊屋在1795年的記錄中提到了排列整齊的「素燒水瓶」（埴輪）和豐富的葺石。

### 埋葬設施
在古墳的後圓部，通常是為重要人物的埋葬之處。然而，在江戶時代，這些埋葬設施一部分曾一度露出地面。據1757年（寶曆7年）的《全堺詳志》記載，這裡曾有一個長318公分、寬167公分的巨大長持型石棺，而且還記錄了這個石棺曾被盜掘的情況。
在前方部正面的第二階段斜坡上，也發現了一個竪穴式石室。1872年（明治5年），由於風雨的侵蝕，前方部的斜坡發生了崩塌，使得埋葬設施暴露出來。當時的發掘調查發現了石室和石棺。從留下的圖面來看，這個埋葬設施是一個裝有長持形石棺的竪穴式石槨，其東西長約3.6至3.9公尺，南北寬約2.4公尺，周圍的牆壁由圓石（河源石）堆砌，並由三塊大石板（天上石）覆蓋。

### 陪葬品
雖然對於後圓部埋葬設施的陪葬品仍然一無所知，但在1872年（明治5年）對前方部石室的發掘中，石棺的東側發現了裝飾破損的甲冑和玻璃器皿以及太刀的金屬配件，而在石棺的東北側則發現了二十把未裝飾的鐵刀。該甲冑是一套包括眉庇付冑和短甲的裝備，頭盔上鑲嵌著金銅小札和圓形垂飾，眉庇上還有精緻的透雕，整體顯示出當時的奢華風格。胸甲上的金銅橫板也用釘子固定。此外，胸甲的右前側設有兩個鉸鏈，可供開合，這些細節展現了當時的服裝趨勢。二十把鐵刀擁有簡單的外觀，沒有金屬裝飾的把手或鞘，而玻璃器皿則包括一組綠色玻璃壺和白色玻璃盤。該次的調查並未對石棺進行開啟檢查。

### 波士頓美術館展覽的仁德天皇陵出土文物
美國波士頓美術館珍藏著一些被認為是從仁德天皇陵挖掘出來的文物，包括銅鏡和環頭大刀等。這些文物早在1908年（明治41年）就已經被博物館收藏，並由梅原末治所介紹。
該銅鏡是一種細線雕刻的獸帶鏡，上面刻畫了青龍、白虎、玄武、朱雀等神獸，被認為是東漢時期的進口鏡。但由於在百濟武寧王陵中也發現了相似的鏡子，所以也有可能是中國南朝的產品。還有一種說法是，這面鏡子是百濟王獻給日本的七子鏡之一，與七支刀一起奉獻。
這把大刀的刀身已經折斷並遺失，只留下長23公分的把和環頭。環頭是用鑄銅製成並鍍金的，內側雕有龍頭，環上則刻有雙龍浮雕。把上裝飾著一條帶有連續三角形中雕刻禽獸的金屬飾帶。這種類似的物品在朝鮮半島南部的新羅或任那地區的古墳中也有發現。 
根據宮內廳書陵部的研究，這些文物很可能是由岡倉覺三於1906年（明治39年）在京都購得的。而這些文物的實際年代被認為是「以6世紀初期為中心」，與古墳的建造時期存在時間差異。

### 陪塚
陪塚，又名陪冢，是一種小型的古墳，通常建造在大型古墳的附近，用來安葬家族成員或隨從。在大仙陵古墳區域，宮內廳管理著12座這樣的陪塚，包括各種形狀和大小的古墳，如坊主山古墳（圓墳，直徑10m）、源衛門山古墳（圓墳，直徑約40m）、大安寺山古墳（圓墳，直徑55m）和茶山古墳（圓墳，直徑55m）等圓墳，以及特殊形狀的永山古墳（前方後圓墳，墳丘長104m，有周濠）、丸保山古墳（扇貝式古墳，墳丘長87m，有周濠）、菰山古墳（扇貝式古墳，墳丘長36m，有周濠）、樋之谷古墳（圓墳，直徑47m）、銅龜山古墳（方墳，一邊26m）、狐山古墳（圓墳，直徑23m）、龍佐山古墳（扇貝式古墳，墳丘長67m，有周濠）、孫太夫山古墳（扇貝式古墳，墳丘長56m，有周濠），它們都有著獨特的結構和周濠。不過，永山古墳因其龐大的規模和前方後圓的形狀，以及坊主山古墳與主墳的距離過遠，使得它們被認為不太可能是陪塚，而樋之谷古墳也被認為是建造大仙陵古墳挖土時所堆疊而成的土堆，並非古墳。另一方面，一些未被宮內廳指定、但位置更靠近主墳的古墳，如塚廻古墳（圓墳，直徑35m）、鏡塚古墳（直徑 15m）、夕雲一丁南古墳（方墳）、收塚古墳（扇貝式古墳）等，則很可能是真正的陪塚。綜合考慮，陪塚的總數可能達到15座。

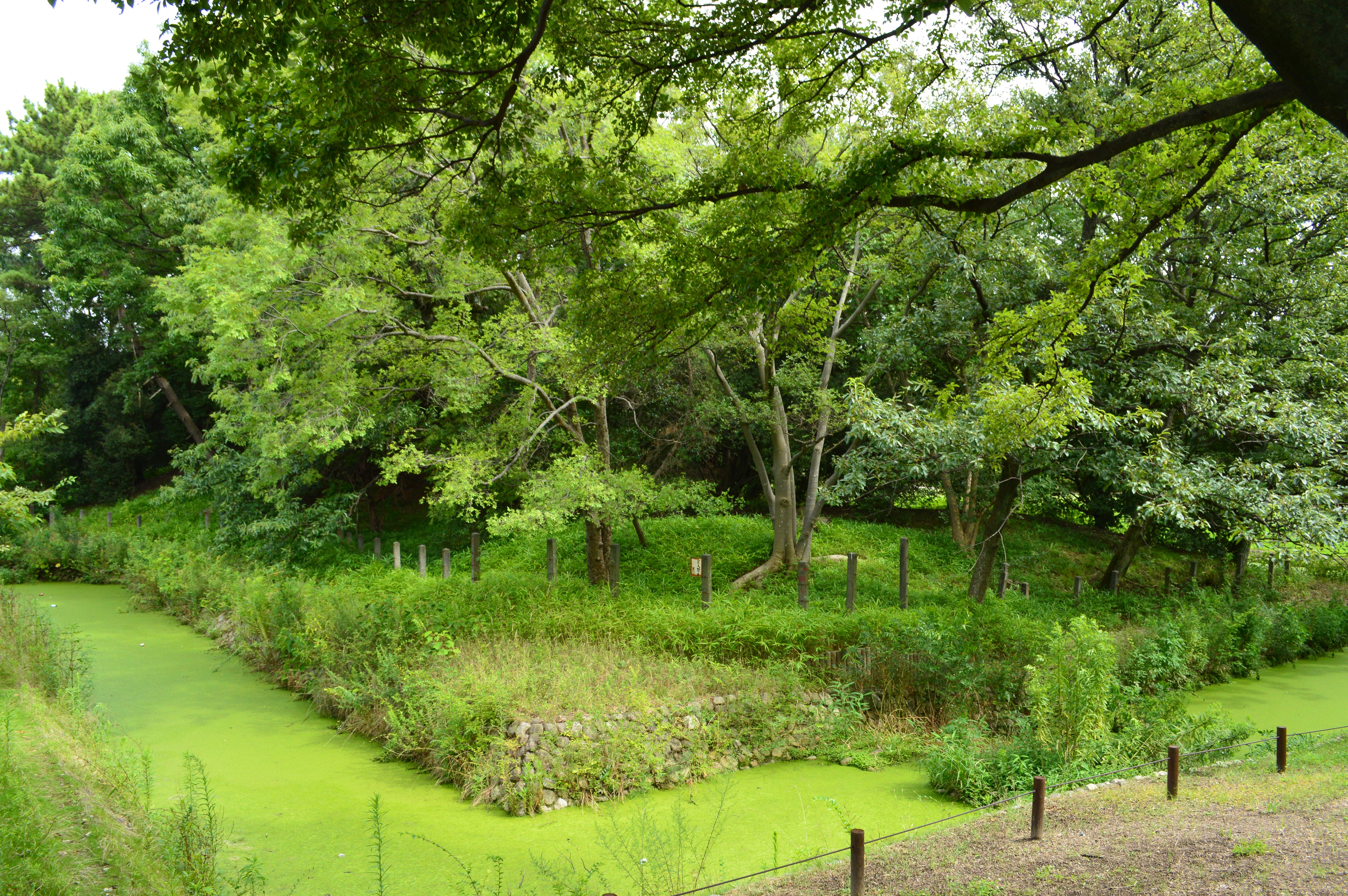
龍佐山古墳
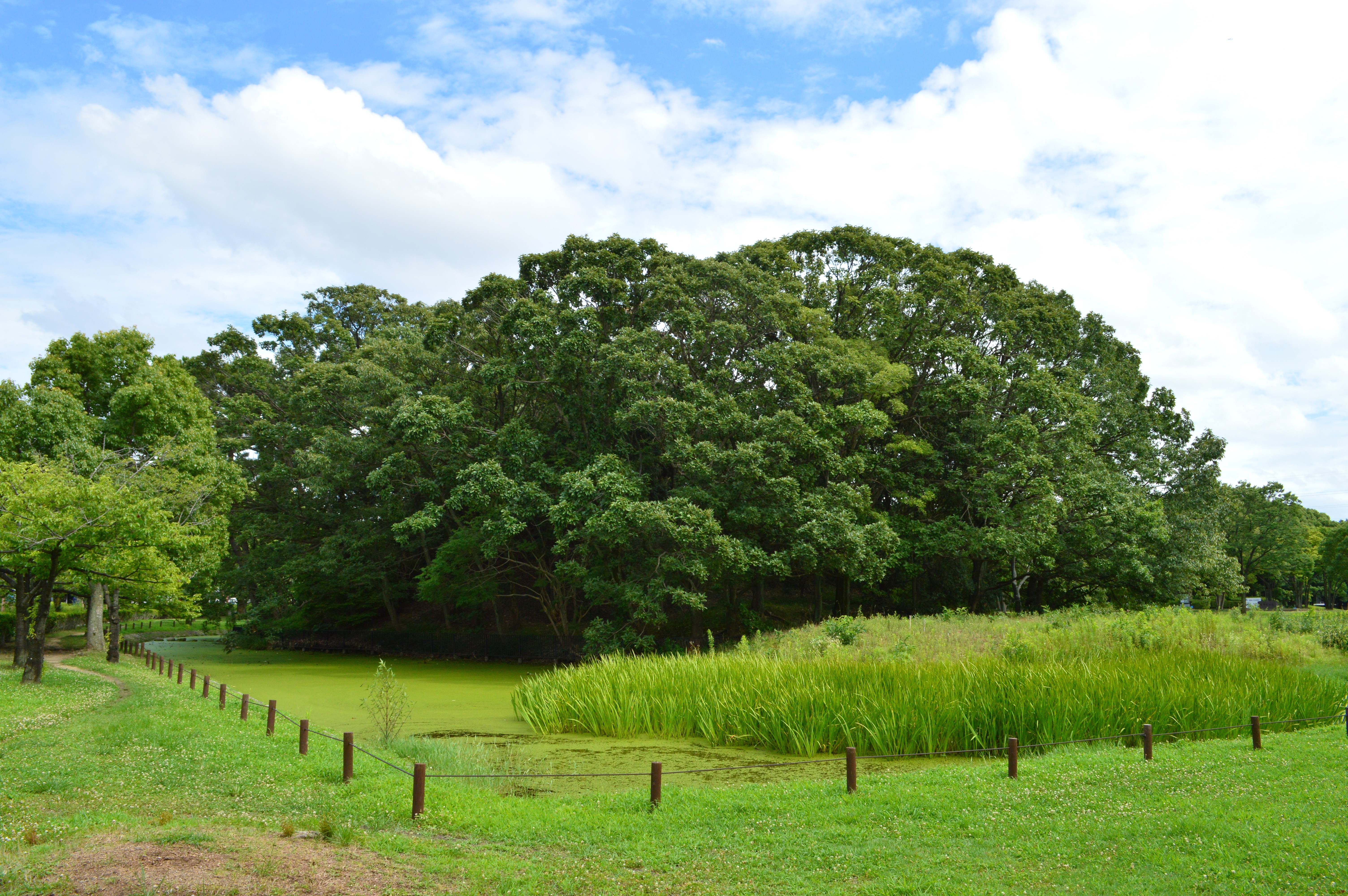
孫太夫山古墳
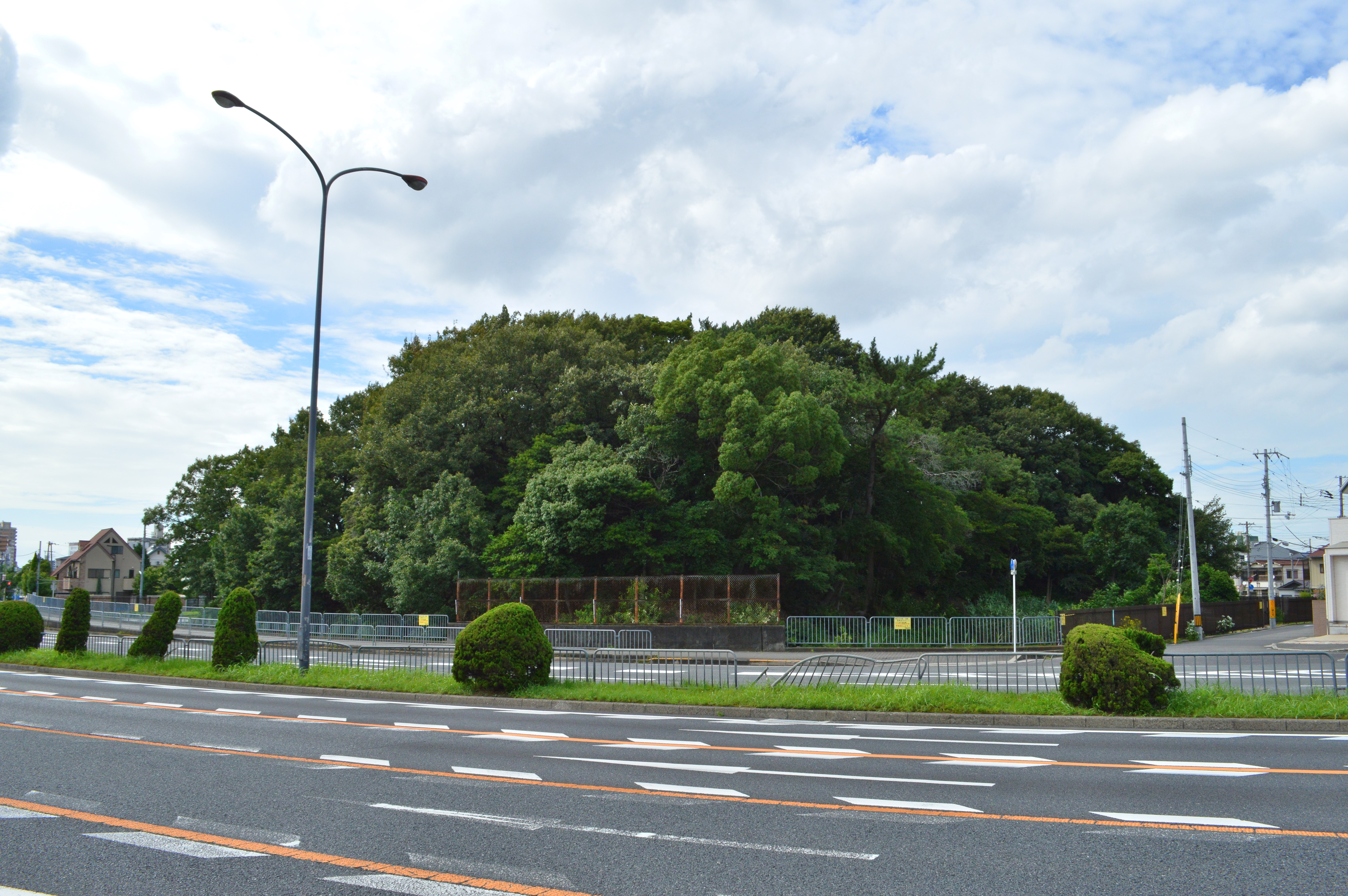
永山古墳

## 史料上的記載

### 《古事記》及《日本書紀》
根據《古事記》的記錄，仁德天皇在83歲時駕崩，他的陵墓位於毛受之耳原。而《日本書紀》則提到，仁德天皇在87年1月去世，並於同年的10月被埋葬在百舌鳥野陵。

### 《延喜式》
在平安時代的法令集《延喜式》中，仁德天皇陵被命名為「百舌鳥耳原中陵」，位於和泉國大鳥郡。陵墓的範圍被記述為「東西八町，南北八町，陵戶五烟」。由於這片範圍與其他陵墓相比顯得格外寬廣，因此可以確定這裡提到的「百舌鳥耳原中陵」指的就是該古墳。所謂的「中陵」是因為該古墳的北面和南面也有大型古墳，北側是反正陵，南側是履中陵。

### 《堺鏡》

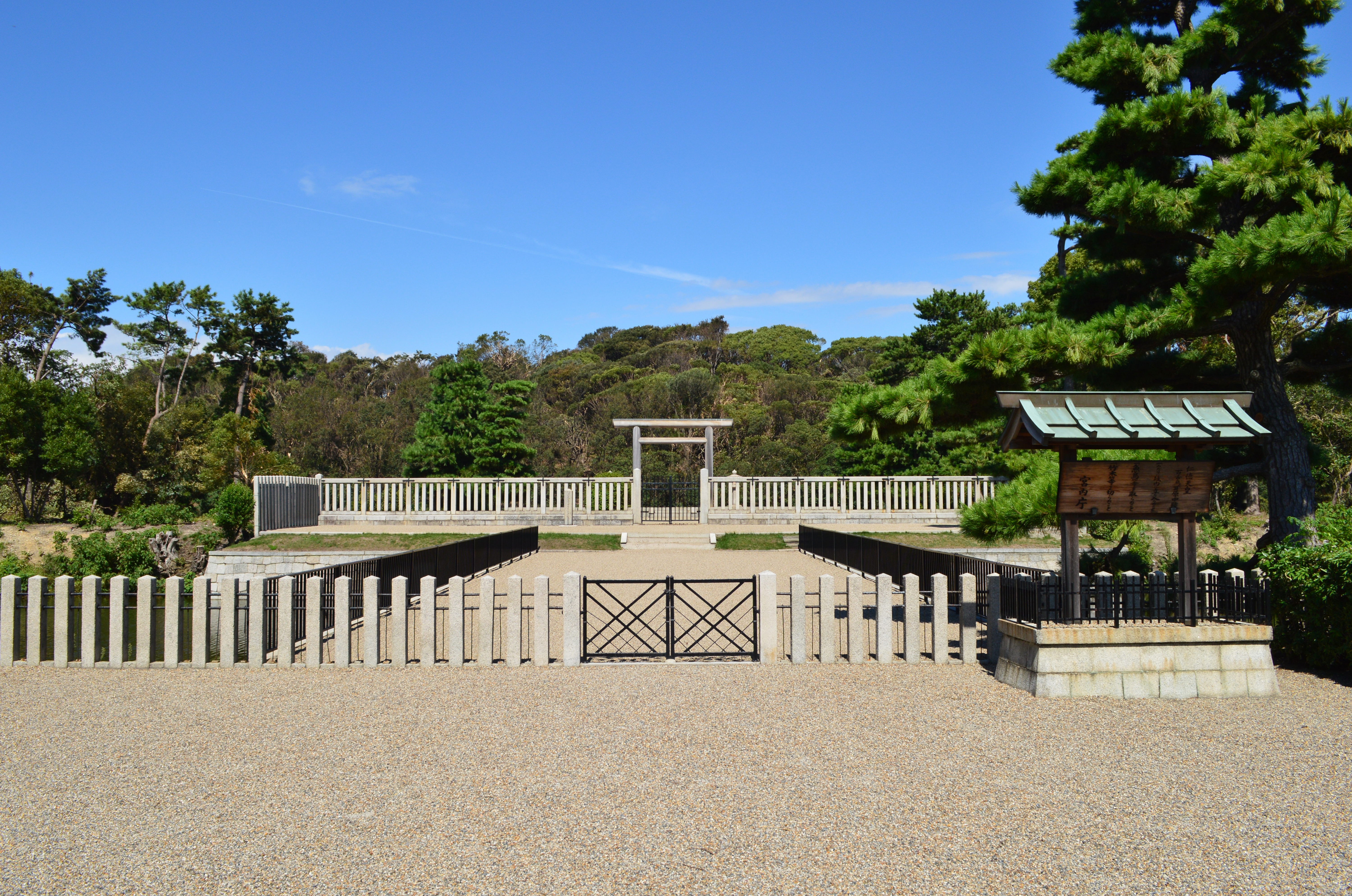
拜所

《堺鏡》（1684年，貞享元年）記載，豐臣秀吉經常在該古墳進行狩獵。同書也提到該古墳被認為是「仁德天皇陵」，並且自江戶時代起就已經被當作「仁德天皇陵」來認識，至今仍被附近居民親切地稱為「仁德陵」。隨著尊皇思想的興起，該古墳的維護和管理也逐漸加強。1685年（貞享2年），作為開始，後圓部的盜掘坑被填平，1698年（元祿11年）的修陵期間，在後圓部墳頂設置了柵欄。1722年（享保7年）的修陵期間，在一重濠和二重濠之間的土堤上設置看守小屋。1853年（嘉永6年），後圓部原有的看守值勤所被遷移到土堤上，並將柵欄更換為石製。1864年（元治元年），作為文久修陵的一部分，在前方部正面建造拜所。同時，進行了工程，將墳丘西側中斷的一重濠和二重濠之間的土堤重新連接起來，使一重濠和二重濠分離。翌年1865年（慶應元年），朝廷派遣勅使參拜，建立至今仍在使用的管理體制。雖然管理逐漸加強，但直到幕末，除了後圓部墳頂等特定區域外，人們仍可自由進出古墳。此外，古墳所在地大鳥郡舳松村及其北鄰的中筋村，曾從大仙陵池引水灌溉農田。

### 明治時代
在1872年（明治5年），因前方部斜坡崩塌而露出的埋葬設施，促使堺縣縣令稅所篤等人進行緊急挖掘工作。這次的調查由堺菅原神社的神職人員兼國語學者古川躬行撰寫，並由諸陵寮官員柏木政規繪製圖表，結果被匯編成《壬申十月大仙陵出現的石棺考察與圖錄》以及相關的附圖《明治壬申五月七日於和泉國大島郡仁德天皇陵南登口處地崩出現的石棺與石結構圖》和甲冑的圖示。

## 命名的混亂
古墳被命名為「大山」和「大仙」，該名稱反映古墳的外觀，而「仁德」則指代墓中的被葬者。隨後，學術界對於古墳和陵墓的稱呼出現了多種組合，如「陵」、「天皇陵」、「御陵」、「帝陵」等，這些名稱的多樣性導致一定的混淆。在江戶時代的圖畫等資料中，「仁德天皇陵」和「大山陵」的稱呼均有出現。
關於該古墳是否屬於仁德天皇是爭議主要原因，從1971年（昭和 46年）開始，有人提議使用「仁德陵」這一名稱。但這並不代表否定它是仁徳天皇的墓地，因此從1976年（昭和 51 年）起，按照更學術性的遺址命名法，開始使用「大仙陵古墳」這一名稱。
宮內廳認定這是仁德天皇的墓地，在地圖上標記為「仁德天皇陵」（過去常用「仁德帝陵」）。此外，對日本來說（特別是近畿地區，尤其是大阪府），「仁德天皇陵」比「大仙古墳」更為人所熟知，但也有許多人重視這一在國際上已經確立的名稱。其學術用語至今仍然不固定，任何一種名稱都可以作為正式名稱使用。
自1929年（昭和4年）起，由於堺市在在古墳所在的町中採用了町名「大仙」，所以「大仙」比「大山」更加流行。雖然「仁德御陵」和「仁德帝陵」也有一定的流行度，但使用「仁德天皇陵」的名稱更為普遍。自1933年（昭和8年），起在堺市民中，通常簡稱為「御陵」，這個名稱也被用於車站（御陵前停留場）、道路（御陵通）和町名（御陵通）。

## 現狀

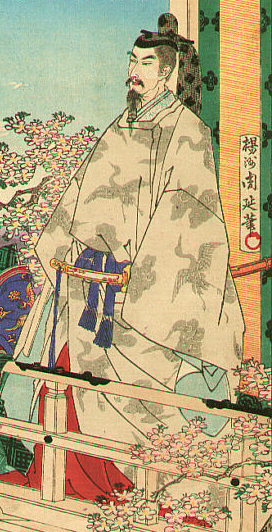
仁德天皇
（楊洲周延畫）

該古墳因其龐大規模被稱為「世界最大級別的陵墓」，並被收錄在歷史教科書中。雖然宮內廳的管理限制人們自由進出陵墓區域，但它仍然是堺市的一個重要旅遊景點。遊客可以走到正面的拜所，這裡是最靠近墳丘的地方，並且可以走到二重濠的外側堤壩。在2000年（平成12年），曾經一度特別允許人們進入二重濠的內側堤壩進行參拜。陵墓區周圍有一條環繞三重濠的步道（全長約2750米），遊客可以沿這條路徒步環繞整個陵墓區。此外，一些釣魚愛好者長期以來一直使用橡皮艇非法進入濠中釣魚，這一行為一直是安全管理上的問題。
在考古學界，對於大仙陵古墳是否真的是仁德天皇的陵墓，存在一些爭議。然而，有觀點認為，由於這座古墳的建造時間被確定為5世紀前半到中期，這反而使其更接近於文獻記載中仁德天皇的活動時期。但在宮內廳不允許進行發掘調查的情況下，學術界無法確定這裡確實是仁德天皇的陵墓。因此，在當前的教科書和其他資料中，這個地點被稱為「大仙陵古墳」，而「仁德天皇陵」則以「傳仁德陵」的形式出現在注釋中。

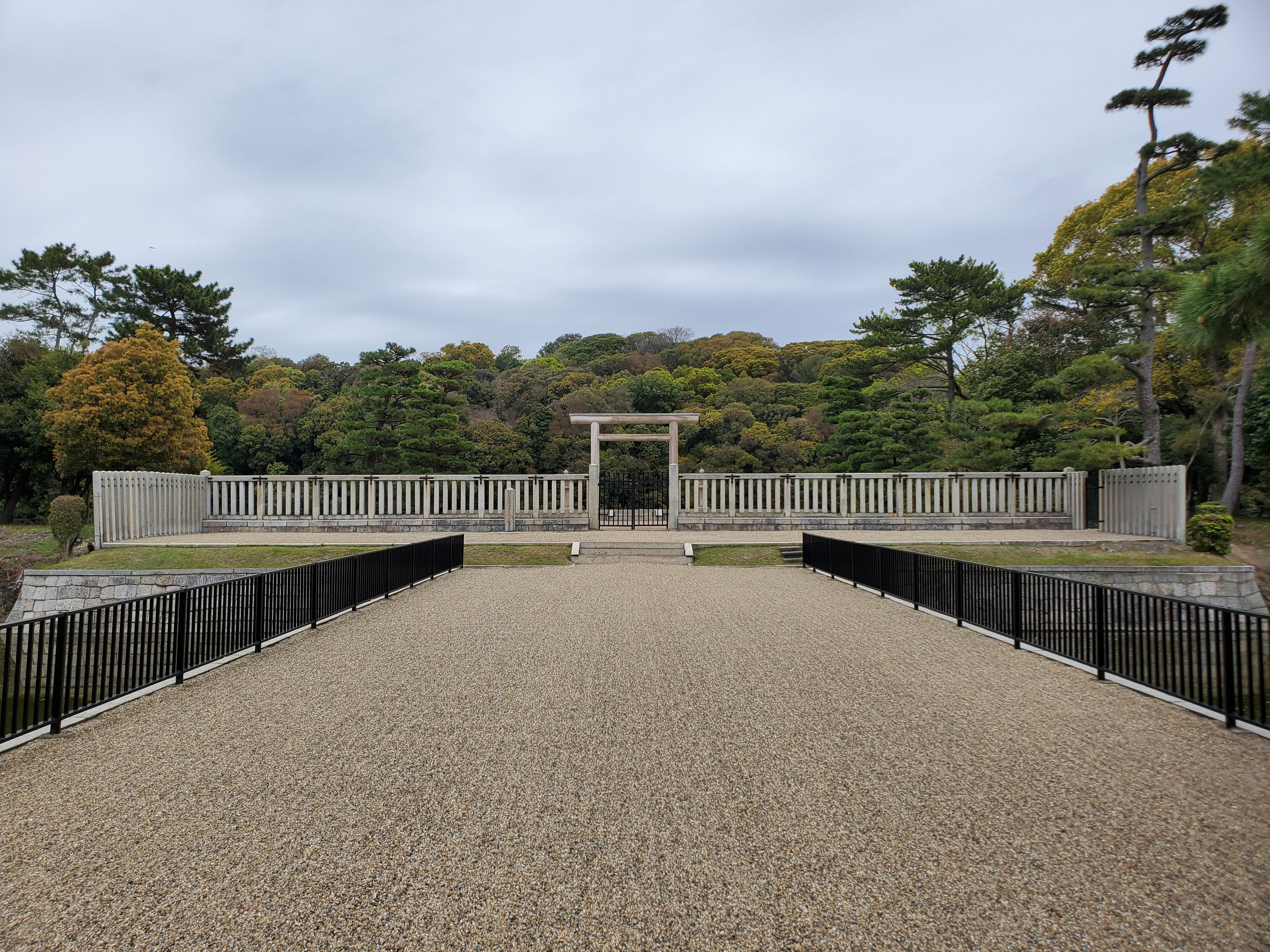
拜所

在堺市，除了大仙陵古墳外，還有履中天皇陵和反正天皇陵等兩個天皇陵墓。當人們提到「御陵」時，通常指的是仁德天皇陵。此外，堺市的一些地區名稱和町名，如陵西、陵南、向陵（北東），都是以這座古墳的方位命名的。從堺市役所高層館的展望台上，可以遠眺此古墳。
該處的自然環境非常豐富，樹木蓊鬱，是許多鳥類和昆蟲的棲息地，並且與大仙公園一起被選為大阪綠色百選。這片植被是在明治20年期間，經過三年的努力，清除覆蓋在墳丘上的竹，並種植了超過19萬株的松樹、杉樹和橡樹苗木的結果。這次植樹活動後來成為大正時代明治神宮森林造林的模範。
與世界其他地方的陵墓相比，大仙陵古墳的考古調查進展緩慢，這被認為是因為該古墳是現今王朝的陵墓。例如，世界遺產中的始皇帝陵和埃及金字塔，其所屬的王朝已經不再存在，因此可無阻礙地進行發掘調查。而日本皇室被認為是從日本建國之初就一直延續至今（萬世一系），即使是古代的天皇陵，也是現今皇室祖先的陵墓，並且天皇和皇族仍然會前來參拜。因此，在沒有經歷過王朝更迭的日本，進行發掘調查會遇到很大的抵觸。
2018年10月15日，宮內廳宣布將與堺市等機構合作，從當月下旬開始對大仙陵古墳（仁德天皇陵）進行發掘。這是出於對古墳保存的基礎調查，也是宮內廳首次與外部機構合作對歷代天皇或皇族的陵墓進行發掘。
同年11月22日，在挖掘調查中發現埴輪和葺石鋪設。

## 世界遺產
堺市成為政令指定都市後，提出將包括大仙陵古墳在內的「百舌鳥古墳群」登錄為聯合國教科文組織（UNESCO）世界遺產的計劃。然而，由於大仙陵古墳是皇室財產，並未滿足登錄條件中「必須由該國或地方的法律確保其受到妥善的保護和管理」的要求。對此，宮內廳、文化廳、大阪府、堺市等相關機構正在持續協商。
2008年9月26日，包括仁德天皇陵在內的百舌鳥古墳群和古市古墳群被添加到世界遺産的國內暫定名單中。
2019年5月14日，UNESCO的諮詢機構「國際古蹟遺址理事會」（ICOMOS）根據前一年9月的現場調查結果，總結出對百舌鳥和古市古墳群進行世界遺產登錄的適當建議。
2019年7月6日，在第43屆世界遺産委員會上，UNESCO決定將日本推薦的位於大阪府堺市的仁德天皇陵古墳包括在內的「百舌鳥・古市古墳群」登錄為世界文化遺産。這是令和時代的第一項世界遺產登錄，也是大阪府首次有遺產被登錄。

## 與各國陵墓比較
堺市文化觀光局和公益社團法人堺觀光會議所等機構將大仙陵古墳與胡夫王金字塔和秦始皇陵並列為「世界三大陵墓」。然而，這一「三大」的標準並不明確。例如，從體積來看，大仙古墳在水面上的體積為164萬立方米，遠低於秦始皇陵（超過300萬立方米）和胡夫王金字塔（260萬立方米），甚至也低於卡夫拉金字塔（220萬立方米）和紅色金字塔（169萬立方米）。然而，根據宮內廳的三維調查，包括淤泥底部在內的墳丘體積為210萬立方米，接近胡夫王金字塔和秦始皇陵的體積，並且考慮到淤泥底部的墳丘可能有600米左右，其體積可能超過300萬立方米，超越秦始皇陵成為世界最大。即使從淤泥8米處計算，其高度也達到47.8米，但仍不及外國的陵墓。